# Melreux
Melreux is een dorp in de gemeente Hotton in de Belgische provincie Luxemburg. Melreux ligt langs de Ourthe, anderhalve kilometer ten noorden van het dorpscentrum van Hotton.

## Geschiedenis
Op de Ferrariskaart uit de jaren 1770 staat het dorp weergeven als Melreux, met iets ten zuiden het gehucht Hotton. Op het eind van het ancien régime werd Melreux een gemeente. In 1823 werd de gemeente opgeheven en werd de gemeente Hotton opgericht met daarin Melreux.

## Bezienswaardigheden

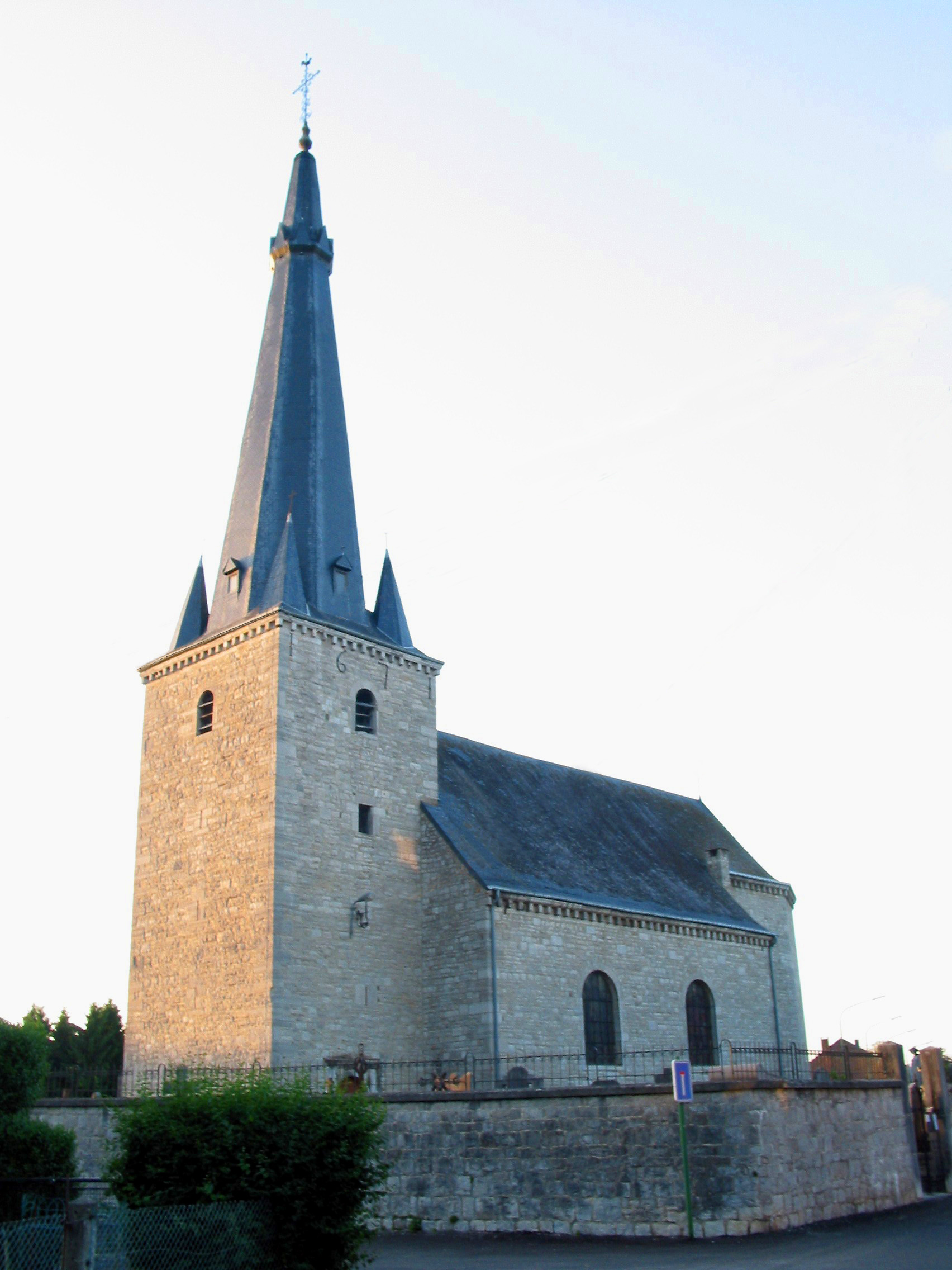
Sint-Pieterskerk

De Sint-Pieterskerk uit de 17de eeuw is sinds 1989 beschermd als monument. De omgeving van de kerk met het kerkhof en de kerkhofmuur werd op dat ogenblik beschermd als landschap.

## Verkeer en vervoer
In het dorp staat het station Melreux-Hotton, langs spoorlijn 43.
Deelgemeenten: Fronville · Hampteau · Hotton · Marenne

Overige dorpen: Bourdon · Deulin · Fasol · Melreux · Menil-Favay · Monville · Monteuville · Ny · Werpin

Belgische gemeenten · Arrondissement Marche-en-Famenne · Luxemburg · Wallonië